# اتمل

علامت تجاری شرکت اتمل

 اتمل (به انگلیسی: Atmel)نزدک: ATML یک شرکت تولیدکنندهٔ نیمه هادیها ست که در سال ۱۹۸۷ تأسیس شده‌است. تمرکز آن روی راه حلهای در سطح سیستم حول میکروکنترلرهای فلش است. از جمله تولیدات آن میکروکنترلر AVR است.

## ادغام
این شرکت که بسیاری از سهامش را از دست داده بود،در سال ۲۰۱۶ با شرکت Microchip ادغام شد و هم اکنون محصولات این شرکت با برند Microchip تولید میشوند.